# Camp (kunst)
 For alternative betydninger, se Camp. (Se også artikler, som begynder med Camp)
Camp er en bevidst, ofte ironisk dyrkelse af det smagløse, overdrevne eller teatralske. Begrebet er tæt forbundet med kitsch. Da brugen af ordet kom frem i 1909 beskrev det: pralende, overdreven, affekteret, teatralsk og kvindagtig opførsel, og ved midten af 1970'erne omfattede definitionen: banalitet, middelmådighed og overdrivelse så ekstrem at det har en perverst sofistikeret tiltrækning.